# Tanquinho
Tanquinho es un municipio brasileño del estado de Bahía, localizado en la Región Metropolitana de Feria de Santana.
Su población estimada en 2005 era de 7842 habitantes. Está a 146 km del municipio de Salvador y como principal vía de acceso la BR-324, partiendo de Feria de Santana o de Riachão del Jacuípe.